# Буколија Супериоре III (Катанцаро)
Буколија Супериоре III је насеље у Италији у округу Катанцаро, региону Калабрија.
Према процени из 2011. у насељу је живело 80 становника. Насеље се налази на надморској висини од 701 м.